# X-perts
X-perts — видеоигра в жанре экшен, разработанная компанией Abalone и изданная Deep Water в 1996 году для игровой платформы Sega Mega Drive/Genesis.

## Игровой процесс

Кадр из игры

Игра представляет собой action с элементами beat ’em up, приключенческих и логических игр. Уровни (этажи базы) построены с использованием изометрической проекции (псевдотрёхмерность); игровые экраны сменяются посредством применения горизонтального (бокового) скроллинга. На уровнях присутствуют различные враги и препятствия.
Герои игры — трое агентов (Zachary Taylor, Tashile Claudel и Shadow Yamato). Игрок может переключаться между ними в процессе игры. Каждый из персонажей имеет индивидуальный набор навыков (программирование, робототехника и боевые искусства соответственно), спецприёмов и оружие (бластеры и автомат). Боеприпасы к оружию конечны, но могут быть пополнены в ходе игры. Персонажи обладают определённым уровнем здоровья, отображаемым индикатором в численном виде.
Враги в игре — террористы, захватившие базу, а также роботы. Террористы имеют различный уровень здоровья и вооружены несколькими видами оружия. В игре представлено два типа этих противников: обычные террористы, облачённые в лёгкую броню (либо вообще не имеющие её) и вооруженные пистолетами, и террористы в защитных костюмах (представляющих собой подобие экзоскелета), вооружённые огнемётами. Первые имеют небольшой запас здоровья и встречаются на протяжении всей игры, вторые более устойчивы к атакам и встречаются реже (например, после разблокирования верхнего, девятого, этажа). Роботы представляют собой небольшие механизмы, несущие парные пулемётные установки; довольно устойчивы к ударам и выстрелам, хотя и медлительны. В начале игры противников относительно немного и они нападают в основном в одиночку (иногда — по двое); по мере прохождения их становится больше и они нередко нападают группами по двое-трое.
Сама база имеет форму огромной полусферы, стоящей на дне океана. Она включает в себя девять этажей-уровней (причём девятый этаж открывается по мере прохождения). Графически уровни отличаются друг от друга — для каждого из них характерен индивидуальный дизайн. Вследствие полусферической формы сооружения его этажи различаются по размерам (первый этаж наиболее протяжённый, девятый — наименее). Этажи соединены между собой основной вертикальной шахтой с перемещающимся по ней лифтом (расположенной в центре базы), делящей каждый из этажей на два равных отсека (левый и правый); таким образом, чтобы попасть из одного отсека в другой, необходимо пройти через основную шахту. Также некоторые из этажей сообщаются дополнительными шахтами, расположенными примерно в середине того или иного отсека этажа.
На каждом из уровней расположено множество электронных блоков, управляющих различными устройствами и механизмами (например, лифтом, воздуховодами, энергетическими генераторами и защитными полями, базами данных Janus и др.). Задача агентов в основном сводится к перепрограммированию этих устройств (а также их отключению) и зачистке базы от многочисленных врагов. Некоторые из устройств помогают пополнить здоровье и боезапас. Такие устройства располагаются на двух этажах базы (по одному в каждом отсеке этажа). Во время работы с тем или иным устройством в левой части экрана появляется индикатор, демонстрирующий количество времени, которое будет затрачено на его перепрограммирование (или отключение).
В игре существуют два вида заданий (или миссий) — обязательные (англ. Primary mission) и второстепенные (англ. Secondary mission). Первые необходимо выполнять, чтобы продвинуться далее по сюжету, вторые, как правило, являются дополнительными и их выполнение не является обязательным. На выполнение некоторого числа заданий даётся ограниченное время (около 40—60 минут); после их выполнения количество доступного времени вновь увеличивается. Время отображается таймером, доступным в меню паузы. Если по истечении времени игрок не успевает выполнить все задания, игра заканчивается.
В меню паузы также можно наблюдать карту Аква-Комплекса с расположенными на ней протагонистами, противниками и целями миссий. Группы символов объектов, отображаемых на карте, можно отключать в произвольном порядке. Кроме карты, здесь отображаются текущие миссии и даются краткие рекомендации по их выполнению.

## Сюжет
Будущее. На дне океана построена сверхсекретная база-лаборатория под названием AQUA Complex, на которой хранятся засекреченные военные данные и вооружение. Доступ к ней имеет лишь очень ограниченный круг людей, о её существовании почти никто не знает. Но вот однажды на эту базу проникают неизвестные. Они хотят захватить данные и переправить их на свою базу, а после этого уничтожить лабораторию. Чтобы остановить захватчиков, военной организацией под названием Janus отправлены трое спецагентов. Их задача — помешать врагам выполнить их миссию.

## Оценки
Игра получила в основном невысокие оценки критиков.
Журнал Video Games & Computer Entertainment поставил игре оценку 7 баллов из 10. Хотя к графическому оформлению имелись некоторые замечания, геймплей был оценён положительно — в частности, было отмечено наличие beat 'em up-элементов и разнообразных миссий. Музыкальное сопровождение и звуковой ряд были названы «наиболее раздражающими и разочаровывающими составляющими игры». В целом игра была охарактеризована как «интересная»; также было добавлено, что при более детальной разработке она могла бы стать «одной из лучших».
Другой журнал, EGM, оценил игру более низко — 5,1 баллов из 10, назвав её «посредственной». Среди недостатков рецензенты отметили игровой процесс, в частности возможность управления лишь одним из протагонистов (в то время как остальные, если их оставить без управления, могут подвергаться атакам противников) и скучные миссии.
Оценка информационного сайта GameFAQs была ещё ниже — 3 балла из 10. Все критерии игры (в данном случае — графическое оформление, звуковое и музыкальное сопровождение, управление и фактор повторного прохождения, англ. Replay Value) были оценены примерно одинаково. Анимация движений персонажей была названа «медленной», звуковой ряд — «ужасным», а управление — неудобным. В игровом процессе рецензентам не понравилась возможность играть только за одного героя, длительное время, требующееся иногда для перепрограммирования устройств, монотонность в сражениях с противниками и при выполнении миссий. В целом игра была охарактеризована критиками как «скучная» и однообразная.
Другой сайт, Sega-16.com, поставил игре очень низкую оценку — 1 балл из 10. Сравнивая X-perts с Chicago Syndicate, критики отметили некоторые сходства в игровом процессе — например, прохождение уровней в обеих играх сопровождается схватками с противниками. Сюжет был назван «интересным», однако игровой процесс, управление, графическое оформление и звуковое сопровождение получили негативные отзывы. Геймплей в целом был назван «ужасным» — среди недостатков были отмечены неудачная организация схваток с противниками (вследствие широкого диапазона движений, в которых могут перемещаться персонажи), сложности в обращении с вооружением (игрок не может двигаться и стрелять одновременно) и отсутствие возможности узнать содержание следующей миссии во время выполнения текущей (иными словами, пока игрок не выполнит текущее задание, он не узнает, каково следующее). Невозможность управлять более чем одним персонажем и наличие у каждого из них строго определённых навыков, позволяющих выполнять только ограниченное количество миссий (но не все), также были отнесены к недостаткам игры. Рецензентам не понравилось оформление интерфейса игры, в особенности подача «брифингов» к миссиям, навигация по меню паузы и невнятная карта комплекса (сходство символов персонажей и противников, что затрудняет определение местоположения героя), а также невозможность играть в игру, используя геймпад c тремя кнопками действия (A, B, C), поскольку управление героями осуществляется шестью кнопками. Далее было отмечено, что дизайн уровней «плохой», анимация и механика движений персонажей недоработанные и «угловатые», управление «неудобное» (например, по замечаниям критиков, кнопки движения вверх и вниз вообще не должны были использоваться в игре), а расположение игровой камеры неудачное («трёхмерная» ориентация уровней при боковом (как в играх с двухмерной или псевдотрёхмерной графикой) положении камеры). Критики добавили, что управление перемещением героев по уровням в целом и поиск конкретных объектов-целей в частности достаточно сложны и неудобны — например, когда персонаж проходит мимо устройства-цели, подсказка, содержащая информацию о нём, появляется не всегда, и поэтому узнать, что данное устройство является целью миссии, можно только обратившись к карте. Графическое оформление было охарактеризовано как «посредственное». При создании героев использовалась технология, аналогичная той, что применялась при моделировании персонажей в игре Sonic 3D Blast (компьютерная визуализация трёхмерных моделей с последующим переводом в спрайты), однако модели в X-perts «не похожи по качеству на те, что присутствуют в Sonic 3D Blast» — персонажи (как протагонисты, так и противники) получились здесь не очень высокого качества, с заметным «зерном». Фоновые планы были названы «безвкусными», а отсутствие музыкального сопровождения и нереалистичные звуки — «странной» чертой игры. Подводя итог, рецензенты назвали X-perts одной из «худших» игр.
Информационный сайт Game Rankings.com, основываясь на рецензиях сайтов EGM и Sega-16.com, выставил игре итоговую оценку 30 баллов из 100.